# Aviapolisi vasútállomás
Az Aviapolisi vasútállomás Finnországban, Vantaa város Aviapolis városrészében található.

## Vasútvonalak
Az állomást az alábbi vasútvonalak érintik:
- Vantaankoski–Tikkurila-vasútvonal

## Kapcsolódó állomások
A vasútállomáshoz az alábbi állomások vannak a legközelebb:
- Lentoasema vasútállomás (Helsinki Central, északkelet, P Helsinki - Lentoasema- Helsinki, Tikkurila railway station)
- Kivistö vasútállomás (Helsinki Central, északnyugat, I Helsinki < Lentoasema < Helsinki, Huopalahti vasútállomás)